# 沖縄県旗
沖縄県旗（おきなわけんき）は、日本の都道府県の一つ、沖縄県の旗。本項では、旗に図示されている沖縄県章（おきなわけんしょう）についても併せて解説する。

## 概要
1969年の日米首脳会談で沖縄返還が決定したことを受け、県章の公募を実施。寄せられた186点のデザイン案の中から決定され、1972年5月15日の本土復帰に伴う沖縄県発足と同日の県告示第3号により制定された。県旗は1972年10月13日の県告示第135号により制定された。
京都府の男性が応募したデザイン案はモノクロで、色は県章選定委員が決めた。1972年4月24日、外側から順に青→白→赤の配色のデザインにすることが琉球政府行政主席屋良朝苗に報告されたが、全日本剣道連盟のマークと類似していることが判明し、制定直前の5月9日、青→白→青の配色に急遽変えられた。その後、1972年10月13日の県告示により青色部分が赤色に再度変更され、現在に至っている。

沖縄県旗（1972年4月24日 - 1972年5月15日）
沖縄県旗（1972年5月15日 - 1972年10月13日）